# Primera B de Chile 2007
Primera B de Chile 2007 var den näst högsta serien i fotboll i Chile för säsongen 2007. Serien bestod av 11 lag och alla lag spelade mot varandra fyra gånger (två gånger hemma och två gånger borta) vilket innebar att serien bestod av 40 matcher per lag. De två främsta lagen flyttades upp, de två näst bästa gick till uppflyttningskval och det lägst placerade laget åkte ur.

## Sammanlagd tabell
Rangers och Fernández Vial fick tre poängs avdrag för att inte ha betalat sina spelare i tid i november 2006. Copiapó fick fem poängs avdrag för att ha använt en otillåten spelare.
|  |     | Lag               | Poäng | M  | V  | O  | F  | GM | IM | MSK |
|  | --- | ----------------- | ----- | -- | -- | -- | -- | -- | -- | --- |
|  | 1.  | Provincial Osorno | 64    | 40 | 17 | 13 | 10 | 50 | 41 | 9   |
|  | 2.  | Rangers           | 63    | 40 | 18 | 12 | 10 | 52 | 36 | 16  |
|  | 3.  | Santiago Morning  | 63    | 40 | 16 | 15 | 9  | 54 | 44 | 10  |
|  | 4.  | Deportes Copiapó  | 60    | 40 | 18 | 11 | 11 | 53 | 33 | 20  |
|  | 5.  | Unión La Calera   | 57    | 40 | 16 | 9  | 15 | 49 | 42 | 7   |
|  | 6.  | San Luis          | 55    | 40 | 14 | 13 | 13 | 57 | 54 | 3   |
|  | 7.  | Municipal Iquique | 51    | 40 | 12 | 15 | 13 | 33 | 41 | -9  |
|  | 8.  | Unión San Felipe  | 44    | 40 | 10 | 14 | 16 | 40 | 47 | -7  |
|  | 9.  | Curicó Unido      | 44    | 40 | 11 | 11 | 18 | 34 | 44 | -10 |
|  | 10. | Fernández Vial    | 44    | 40 | 13 | 8  | 19 | 31 | 47 | -16 |
|  | 11. | Deportivo Temuco  | 39    | 40 | 10 | 9  | 21 | 31 | 55 | -24 |

|  | Uppflyttade till Primera División.       |
|  | Kvalificerade för uppflyttningskval.     |
|  | Nedflyttade för spel i Tercera División. |

## Kvalserie
|  |    | Lag                   | Poäng | M | V | O | F | GM | IM | MSK |
|  | -- | --------------------- | ----- | - | - | - | - | -- | -- | --- |
|  | 1. | Santiago Morning      | 7     | 4 | 2 | 1 | 1 | 4  | 3  | 1   |
|  | 2. | Deportes Puerto Montt | 6     | 4 | 2 | 0 | 2 | 9  | 9  | 0   |
|  | 3. | Deportes Copiapó      | 4     | 4 | 1 | 1 | 2 | 6  | 7  | -1  |

|  | Uppflyttade till Primera División. |